# Chirotica sheppardi
Chirotica sheppardi är en stekelart som först beskrevs av Walley 1941.  Chirotica sheppardi ingår i släktet Chirotica och familjen brokparasitsteklar. Inga underarter finns listade i Catalogue of Life.